# Attache-moi !
Pour plus de détails, voir Fiche technique et Distribution.
Attache-moi ! (¡Átame!) est un film espagnol réalisé par Pedro Almodóvar, sorti en 1990, avec Victoria Abril et Antonio Banderas. 
Almodóvar nous livre ici une des histoires qui ont fait sa célébrité, où sexualité, amour, haine et violence ne font en fait qu'un. Peut-être le film le plus optimiste du réalisateur.

## Synopsis
Marina est une actrice porno, cherchant à faire carrière dans le cinéma « traditionnel ». Une nuit, elle a couché avec un jeune marginal nommé Ricky, qu'elle ne connaissait pas. Depuis, Ricky a fait un séjour dans un hôpital psychiatrique, où il a nourri l'espoir de retrouver Marina et de vivre avec elle. À peine sorti de l'hôpital, il décide de séquestrer Marina dans son propre appartement, la maintenant ligotée et bâillonnée espérant la séduire.

## Fiche technique
- Titre original : ¡Átame!
- Titre français : Attache-moi!
- Pays d'origine :  Espagne
- Année : 1990
- Réalisation : Pedro Almodóvar
- Scénario : Pedro Almodóvar
- Producteurs : Enrique Posner, Agustín Almodóvar[1]
- Sociétés de production : El Deseo
- Sociétés de distribution :  PolyGram Film Distribution
- Directeur de production : Esther García[2]
- Direction artistique : Ferrán Sánchez
- Musique : Ennio Morricone
- Photographie : José Luis Alcaine
- Montage : José Salcedo
- Décors : Esther García
- Costumes : José María De Cossío
- Maquillage : Jorge Hernández et Juan Pedro Hernández[3]
- Langue : Espagnol
- Format : Couleur - 1,85:1 - Format 35 mm - Dolby
- Genre : Comédie noire et comédie érotique
- Durée : 111 minutes
- Dates de sortie :
  -  Espagne : 22 janvier 1990
  -  France : 20 juin 1990
  -  États-Unis : 4 mai 1990
- Recette[4] :
  -  Espagne : 1 326 119 entrées en salle.
  -  France : 467 603 entrées en salle.

## Distribution
- Victoria Abril (VF : elle-même) : Marina Osorio
- Antonio Banderas (VF : Serge Faliu) : Ricky
- Francisco Rabal (VF : Jean-Pierre Moulin) : Máximo Espejo
- Loles León (VF : Martine Meiraghe) : Lola
- Julieta Serrano (VF : Liliane Patrick) : Alma
- María Barranco (VF : Marie-Martine Bisson) : Berta
- Rossy de Palma (VF : Véronique Augereau) : La trafiquante de drogues
- Montse G. Romeu (VF : Marie-Laure Beneston) : Monique, la journaliste
- Lola Cardona (VF : Claude Chantal) : La directrice psychiatrique
- Francisca Caballero (VF : Lita Recio) : La mère de Marina
- Alberto Fernández (VF : Yves Barsacq) : Antonio, le producteur
- Agustín Almodóvar (VF : Christophe Bourseiller) : Le pharmacien